# Fostran
Fostran kan anses synonymt med inlärning samt nyttjande av betingade reflexer. Fostran sker i såväl djurvärlden som i människornas värld där genetiska anlag i kombination med psykologisk påverkan utgör fostran med hjälp av belönings- och bestraffningsreflexerna. Den ryske vetenskapsmannen och nobelpristagaren Ivan Pavlov visade redan på 1800-talet hur man kan lära hundar genom psykologiska experiment. 
På så sätt danas redan från början - med en specifik avsikt  - avkommor att följa den fostran som tas emot i syfte att anpassas till den överlevnadsmiljö som omständigheterna tillåter och kräver.
Diametralt motsatta fostringsideal har sedan urminnes tider skapat konflikter inom samma art eftersom slutprodukterna av olika fostran ej harmonierar med varandra. Människan utmärker sig extremt på detta sätt eftersom kulturarvet är den största delen av fostran av barn till skillnad mot djurvärlden där fostran av avkomman till övervägande del går ut på att lära ut överlevnadsregler.

## Etymologi
Fostra och foster från fornsvenska fostre, jmfr Isländskans fóstri i betydelsen hemfödd träl/trälinna. Vad som fötts respektive avlats av människa eller djur. Livsfrukt, barn, unge, avkomma. Giva ett barn underhåll, vård under dess uppväxtår, amma. Även ett djur eller växt kan vara föremål för fostran exempelvis i ett gammalt uttryck som ”fostra kål och potatis”. Germanska fõs(t)ra en avledning av stammen fõd, av föda.

## Barnuppfostran
Huvudartikel: Barnuppfostran
Barnfostran kan definieras som "åtgärder som oavsiktligt eller avsiktligt inverkar på andras (främst barns och ungdomars) sätt att tänka, känna och vilja, att forma ideal, normer, attityder och värderingar, att tycka och ha åsikter" (Egidius, 1995, s. 77). 
Även om ett nyfött barn är kompetent på många sätt så ligger inte moral, värderingar eller värden, normer och kunskap om de sociala reglerna i generna, vilket innebär, menar Sommer (1997), att det blir ”nödvändigt för barnet att lära sig att orientera sig i världen, utifrån en lång rad direkt uttryckta och underförstådda regler om hur andra människor uppfattar ett socialt och moraliskt handlande” (s 106). Vuxnas roll är att assistera barnet när de ska tillägna sig moraliska och sociala orienteringskartor. Begreppen fostran eller uppfostran refererar till denna process. Vidare gör Sommer en distinktion mellan direkt fostran och indirekt fostran. Det direkta fostrandet uttrycks i fostrarens särskilda sätt att påverka eller typiska sätt att fostra barnet. Exempel på detta är vuxnas direkta kontroll, ingrepp och gränssättande. Enligt Sommer (1997) betecknar fostran också en process, där ”barnet mera obemärkt erfar spelreglerna för social praxis, medan det är tillsammans med andra i vardagens rutiner” (s. 112). Bland annat kommer vuxnas fostran av barnen även indirekt till uttryck i de sätt som de har organiserat vardagens rutiner på, vilka innehåller implicita normer för hur man ska uppträda eller bete sig – normer som medieras i och med samvaron och som barn och vuxna anpassar sig till utan att reflektera över det. "Vissa gånger dominerar det direkta fostrandet, då någon berättar vad som är rätt och fel, eller hjälper med anvisningar. Andra gånger är denna påverkan inbyggd i de rutiner som spelar huvudrollen. Efter hand som barnet blir äldre kommer det själv aktivt att vidmakthålla och delta i rutiner, vilket kan komma till uttryck på många olika sätt" (Sommer, 1997, s. 113).
Fostrarna kan betecknas som vardagslivets arkitekter. Fostrandet bäddas implicit in i vardagens strukturering som i sin tur reglerar samvaroformen och ger riktning och mening. Som exempel tar Sommer upp måltiderna: Man springer inte omkring vid bordet, man tar inte alla pannbiffarna, man kastar inte med maten, man talar i regel på ett trevligt sätt med varandra etc. Först när barnet överträder regler så aktiveras och artikuleras de, varvid den direkta fostran tar vid: den vuxne säger till eller intervenerar på något sätt. Så småningom tar emellertid vardagens rutiner över den fostrande uppgiften som då blir indirekt (Sommer, 1997).
Forskning genom observationer av förälder-barn-samspel och intervjuer och enkäter med föräldrar har pekat på fyra olika fostransstilar. Auktoritär fostran innebär att vuxna kräver och förväntar sig att barnen ska lyda utan att ifrågasätta. Regler förklaras sällan. "Gör det därför att jag säger det" är deras attityd. De sätter regler utan utrymme för förhandling och kompromisser. Lydnad och respekt för vuxna betonas. Genom strikta regler och begränsningar för barnens beteende försöker de forma och kontrollera barnens beteenden och attityder. Relationen mellan den vuxna och barnen präglas av distans. Vuxenmakt i form av bestraffning och belöning (samt hot och mutor) är den primära fostransstrategin. Eftergiven fostran (eller "låt-gå"-fostran) handlar om att vuxna i mycket hög grad låter barnen göra vad de vill. De undviker att ställa krav, sätta upp regler och utöva kontroll. I stor utsträckning accepterar de barnens impulsiva beteenden, inklusive aggressiva beteenden. Förälder-barn-relationen präglas av närhet och värme. Oinvolverad fostran innebär att vuxna är oengagerade och minimalt involverade i barnens liv och upplever sin fostrarroll som en börda. Även om de ibland ingriper så gör de det för att de tycker att situationen är ansträngande för dem själva (till exempel att barnen tjatar, skriker eller gråter). De saknar dock långsiktiga metoder och mål för fostran. De har en känslomässig distans till barnen. Auktoritativ fostran innebär att vuxna ställer krav och sätter upp regler. De förväntar sig att barnen vill samarbeta. De lyssnar till barnens känslor och synpunkter, förklarar för dem sina egna skäl och synpunkter och är öppna för ett visst förhandlingsutrymme. De uppmuntrar sina barn att delta i beslutsfattanden. Respekt för både barn och vuxna betonas. Fostran vilar primärt på resonerande, att de vuxna försöker få barnen att förstå varför de förväntar ett visst beteende och ogillar ett annat. Relationen till barnen bygger på känslomässig värme och närhet. De sambandsstudier som gjorts pekar på att barnen till auktoritativa föräldrar är mer vänliga, socialt kompetenta, omsorgs- och samarbetsorienterade, tar större socialt ansvar och är mer psykiskt välmående och självständiga än andra barn (för en fördjupning och diskussion kring detta, se Thornberg, 2006, s. 81-84, 166-168 och 237-241).